# Коуа малий
Ко́уа малий (Coua verreauxi) — вид зозулеподібних птахів родини зозулевих (Cuculidae). Ендемік Мадагаскару. Вид названий на честь французького орнітолога Жюля Верро.

## Опис
Довжина птаха становить 34 см, враховуючи довгий хвіст. Виду не притаманний статевий диморфізм. Верхня частина тіла сіра. На голові помітний сірий чуб, пера на ньому мають чорні кінчики. Крила темно-сірі з зеленуватим відтінком, хвіст темно-сірий з фіолетово-синім відтінком з широкою білою смугою на кінці (на центральних стернових перах вона відсутня). Голова зеленувато-сіра. Нижня частина тіла переважно білувата, горло і груди сірі, груди з боків білі, іноді з піщаним відтніком. Навколо очей плями голої шкіри, які, на відміну від інших видів, не окаймлені чорною смугою. Шкіра перед очима ультрамариново-синя, за очима світло-блакитна. Райдужка карі або червонувато-карі, дзьоб і лапи чорні.

## Поширення і екологія
Малі коуа мешкають на південному заході острова Мадагаскар, від річки Фіхеренана до басейну річки Мандраре. Вони живуть в сухих, колючих чагарникових заростях, зокрема в заростях молочаю і дідієрієвих, а також в степах на піщаних і коралових ґрунтах, на висоті до 225 м над рівнем моря. Зустрічаються поодинці і парами, ведуть переважно деревний спосіб життя. Живляться комахами та іншими безхребетними, дрібними геконами і хамелеонами та плодами касії (Cassia).